# Fúze (obchod)
Fúze je označení pro proces, ve kterém zaniká jedna nebo více společností a jmění přebírá právní nástupce, který již existuje nebo fúzí nově vzniká. Fúze lze obecně dělit na fúze sloučením a fúze splynutím. Dle umístění sídla zúčastněných společností pak se rozlišuje fúze vnitrostátní a fúze přeshraniční. Vnitrostátní fúzí se rozumí taková, která probíhá na území České republiky.
Motivem fúze bývá nejčastěji zjednodušení organizačních struktur a řízení obchodní společnosti. Základním pramenem práva pro fúze je Zákon č. 125/2008 Sb., o přeměnách obchodních společností a družstev. Fúzi lze v zákonem definovaných případech realizovat i mezi různými právními formami.  K fúzi může dojít například pokud je podnik v insolvenčním řízení nebo v případě likvidace obchodní společnosti. Fúzi si nelze plést s rozdělením nebo odštěpením obchodní společnosti.
Fúze je jedním ze způsobů přeměn společností a družstev, který je v praxi nejvíce používán. Podstatou fúze je vždy zánik alespoň jednoho subjektu (společnosti či družstva) bez likvidace a přechod majetku a závazků (tedy jmění) tohoto zanikajícího subjektu na univerzálního právního nástupce (společnost či družstvo). Nejedná se ovšem pouze o přechod jmění, avšak nástupnická společnost či družstvo navíc vstupuje do právního postavení zanikající společnosti (družstva). Nástupnická společnost tím přebírá veřejnoprávní práva a povinnosti a mohou být vůči ní uplatněny i veřejnoprávní sankce za porušení povinnosti zaniklou společností (družstvem). Společníci zanikající společnosti (členové družstva) se zásadně stávají společníky (členy) nástupnické společnosti (družstva).

## Druhy fúze
- Fúze sloučením – sloučením dochází k zániku společnosti nebo družstva nebo více společností nebo družstev a přechodu jmění zanikající společnosti nebo družstva na nástupnickou společnost nebo družstvo; nástupnická společnost nebo družstvo vstupuje do právního postavení zanikající společnosti nebo družstva, nestanoví-li zvláštní zákon něco jiného
- Fúze splynutím – dochází k zániku dvou nebo více společností nebo družstev a přechodu jejich jmění na splynutím vzniklou nástupnickou společnost nebo družstvo; nástupnická společnost nebo družstvo vstupuje do právního postavení zanikajících společností nebo družstev, nestanoví-li zvláštní zákon něco jiného [5]
- Vnitrostátní fúze – fúze mezi obchodními společnostmi nebo družstvy se sídlem na území České republiky
- Přeshraniční fúze – fúze jedné nebo více obchodních společností nebo družstev s jednou nebo více zahraničních korporací

Existují ale i výjimky pokud se jedná o fúzi vnitrostátní. Fúze může v tomto případě proběhnout mezi veřejnou obchodní společností a komanditní společností nebo mezi akciovou společností a společností s ručením omezeným.

## Schvalování fúze
- U veřejných obchodních společností a u komanditních společností je souhlas s fúzí vyjadřován písemně s notářským ověřením
- U družstva rozhoduje členská schůze a je třeba souhlasu dvou třetin přítomných členů
- V případě společnosti s ručením omezeným se fúze schvaluje na valné hromadě a ke schválení je potřeba souhlasu tří čtvrtin všech přítomných

To všechno platí však pouze v případě, že společenská smlouva nestanoví vyšší hranici hlasů.

## Projekt fúze
Fúze je uskutečňována na základě projektu fúze, který má písemnou formu. Projekt fúze vyhotovují zúčastněné společnosti. Tento úkol připadá na statutární orgán. Projekt musí být podepsán všemi zúčastněnými společnostmi. Za den jeho vyhotovení je považován den, kdy splňuje všechny předepsané náležitosti. Není-li vyžadováno schválení všemi zúčastněnými osobami nebo jedná-li se o projekt fúze veřejné obchodní společnosti nebo komanditní společnosti, má projekt fúze formu notářského zápisu. U veřejné obchodní společnosti a komanditní společnosti musí být přeměna schválena všemi společníky. U společnosti s ručením omezeným a akciové společnosti přeměnu schvaluje valná hromada, přičemž přeměna je schválena alespoň třemi čtvrtinami přítomných společníků či akcionářů, neuvádí-li společenská smlouva nebo stanovy vyšší počet hlasů. U družstva je přeměna schvalována členskou schůzí, přičemž musí být schválena alespoň dvěma třetinami přítomných členů, pokud stanovy neuvádí jinak. 
Nebyla-li fúze příslušným správním orgánem schválena, projekt fúze se ruší. Projekt fúze se dále ruší na základě rozhodnutí soudu o zamítnutí návrhu zápisu fúze do obchodního rejstříku, dále se ruší, pokud uběhne více než 12 měsíců od rozhodného dne fúze a zároveň v tomto období nebyl podán návrh zápisu či uběhnou-li více než 3 měsíce od pravomocného rozhodnutí soudu o zrušení návrhu zápisu do obchodního rejstříku, byl-li opětovně podán návrh na zápis.
Pokud je zúčastněná společnost zapsána v obchodním rejstříku, má povinnost vložit do sbírky listin obchodního rejstříku a zveřejnit oznámení o vložení nejméně 1 měsíc před schválením přeměny projekt přeměny. Toto tvrzení neplatí, pokud zúčastněná společnost projekt zveřejní na svých internetových stránkách.
V okamžiku, kdy je proveden zápis fúze do obchodního rejstříku, není možné dovolávat se neplatnosti projektu fúze. 
Minimální požadavky na projekt fúze:
- firma a sídlo zúčastněných společností, právní forma, identifikační číslo,

- výměnný poměr podílů společníků zanikající společnosti na společnosti nástupnické, případně výše poplatku a jeho lhůta splatnosti,

- rozhodný den fúze,

- práva, která udělí nástupnická společnost vlastníkům dluhopisů,

- den, od kterého mají komanditisté či společníci společnosti s ručením omezeným právo na podíl na zisku z vyměněných podílů nebo akcií,

- výhody pro jednotlivé orgány společnosti nebo pro znalce prověřujícího projekt fúze, podmínky těchto výhod,

- změny ve společenské smlouvě nebo stanovách nástupnické společnosti, byla-li fúze uskutečněna sloučením,

- společenská smlouva nebo stanovy nástupnické společnosti, jména a bydliště nebo firmy či názvy, sídla a identifikační čísla členů nebo orgánů nástupnické společnosti, byla-li fúze uskutečněna splynutím. [5]

## Průběh fúze
Přípravná fáze
Nejdůležitější roli v této fázi mají statutární orgány zúčastněných společností, které připravují dokumenty pro následné schválení fúze ze strany společníků zúčastněných společností. Přípravu mohou také zajistit pomocí vybraných odborníků 
Stanovení cíle
Statutární orgány musí jasně definovat cíl, který fúzí sledují a kterého chtějí dosáhnout. Zda je tento cíl reálný a jakým nejvhodnějším způsobem je možné tohoto cíle dosáhnout je však vhodné konzultovat s účetními, daňovými a právními poradci. Měla by být také analyzována proveditelnost celého záměru a jeho účetní, daňové a právní dopady. 
Ocenění jmění
Pokud dochází k fúzi splynutím, musí být oceněno jmění každé ze zanikajících společností. V případě fúze sloučením musí být jmění zanikající společnosti oceněno, pokud bude v rámci fúze sloučením zvyšován základní kapitál nástupnické společnosti (alespoň z části) ze jmění zanikající společnosti. Ocenění jmění provádí znalec, který je za tímto účelem jmenován soudem a to na návrh společnosti, jejíž jmění má být oceněno. Jmění je oceněno ke dni zpracování poslední řádné, mimořádné nebo konečné účetní závěrky, která je sestavena zanikající společností před vyhotovením projektu fúze. 
Schválení přeměny
Schvaluje se nejen vlastní projekt přeměny, ale také další dokumenty (zejména účetní závěrky a zahajovací rozvahy). Schválení všech dokumentů je nezbytné pro schválení celé přeměny. Nelze tedy schválit jen některé dokumenty a ty ostatní už ne. Zákon o přeměnách stanovuje také počet hlasů nutných pro schválení přeměny. Počet potřebných hlasů pro schválení přeměny je odvislý od právní formy obchodní společnosti 
Harmonogram fúze
Podrobný harmonogram je z praktického pohledu jednou z nejdůležitějších součástí projektu fúze. Při jeho sestavování je třeba zohledňovat zejména platnou legislativu, hospodářský cyklus zúčastněných společností, dny pracovního klidu a státní svátky, plánované dovolené členů týmu spolupracovníků a poradců, celozávodní dovolené atd. Za harmonogram je zodpovědný výhradně koordinátor. Nejprve ovšem musí být harmonogram před jeho definitivním vyhotovením schválen zúčastněnými společnostmi, protože nedodržení termínů by mohlo mít vážné důsledky a v některých případech by mohlo ohrozit realizaci celé fúze. Dále je třeba zohlednit lhůty stanovené zákonem o přeměnách. 

## Realizace
Realizace je druhou fází procesu fúze.
Rozhodný den fúze
Rozhodným dnem se dle ZoPS rozumí den, od něhož se jednání zanikající společnosti nebo zanikajících společností považují z účetního hlediska za jednání uskutečněná na účet nástupnické společnosti. Rozhodný den je tedy okamžikem, kdy nástupnická společnost zahajuje účetnictví. Právní důsledky fúze jsou ovšem spojeny až se zápisem fúze do obchodního rejstříku. Rozhodný den může předcházet datu zpracování projektu přeměny (tzv. rozhodný den zpětně), nebo může být stanoven na budoucí datum (tzv. rozhodný den dopředu). Nejpozdějším termínem rozhodného dne ovšem musí být den zápisu přeměny do obchodního rejstříku, a zároveň rozhodný den nemůže předcházet o více než 12 měsíců den podání návrhu na zápis přeměny do obchodního rejstříku.  K rozhodnému dni fúze se sestavuje zahajovací rozvaha.
Audit účetních závěrek
Dle § 12 odst. 1 zákona o přeměnách mají všechny zúčastněné společnosti povinnost nechat ověřit konečnou účetní závěrku nebo mezitímní účetní závěrku auditorem, jestliže alespoň jedna zúčastněná společnost má povinnost ověřit konečnou účetní závěrku nebo mezitímní účetní závěrku auditorem. Povinný audit se vztahuje pouze na účetní závěrky vyhotovené v souvislosti s fúzí.
Zápis fúze do obchodního rejstříku
Všechny obchodní společnosti zúčastněné na fúzi podají návrh na zápis do obchodního rejstříku. Návrh musí být vždy společným návrhem všech těchto společností. O návrhu na zápis fúze soud rozhodne nebo zápis provede bez zbytečného odkladu. Jestliže není rejstříkovým soudem všech zúčastněných společností na fúzi stejný soud, pak je možné tento návrh podat u kteréhokoliv rejstříkového soudu vedoucí obchodní rejstřík, v němž je zapsaná kterákoliv ze zúčastněných společností. Pokud soud zamítne nebo odmítne návrh na zápis fúze do obchodního rejstříku, pak všechny zúčastněné společnosti existují dál a mohou dále pokračovat v dosavadní činnosti bez realizace fúze, nebo mohou odstranit nedostatky návrhu a podat opravený návrh znovu.  Po zápisu fúze do obchodního rejstříku nelze tento zápis zrušit ani určit neplatnost projektu fúze. Nelze také vyslovit neplatnost valné hromady o schválení fúze. 